# Сонет 17
Сонет 17 (англ. Sonnet 17) – один из 154 сонетов, написанных Уильямом Шекспиром и впервые опубликованных в 1609 году. Дата написания неизвестна, существуют разные гипотезы на этот счёт. По результатам компьютерного анализа создание первых 60 сонетов датируют началом 1590-х годов, а к началу 1600-х относят их редактирование, но не все исследователи с этим согласны. Возможно, Шекспир редактировал все сонеты до момента их публикации.
Предположительно первое издание не было авторизованным. Тем не менее начиная с 1711 года сонеты публикуются в той же последовательности, и учёные на основе изначальной нумерации раскрывают историю любовного треугольника, которая служит подтекстом для всего цикла.
17-й сонет относится к числу стихотворений, посвящённых другу: в них Шекспир обращается к не названному по имени молодому мужчине. Личность последнего остаётся загадкой, но в большинстве гипотез фигурируют Генри Ризли, 3-й граф Саутгемптон, и Уильям Герберт, 3-й граф Пембрук.
Это последний из сонетов, в которых Шекспир убеждает своего друга вступить в брак и оставить детей. В 17-м сонете он рассказывает, как в будущем о красоте друга будут рассказывать и его потомки, и это стихотворение. Здесь же происходит переосмысление горациева образа памятника: по словам Шекспира, сонет увековечит память не об авторе, а о своём герое.
Как почти все сонеты Шекспира (кроме 145-го), 17-й сонет написан пятистопным ямбом. 